# 栗之浦ドック
株式会社栗之浦ドック（くりのうらドック）は、愛媛県八幡浜市に本社を置く造船メーカー。タンカーを主体としている。

## 概要
成瀬倉太郎が1937年に八幡浜運輸の造船用地を買収し創業した。戦時中近隣の造船所の統合を経て、戦後独立。1950年に法人化し、有限会社栗之浦ドックを設立した。
現在は、499GTクラスから内航では6,000キロタンカー、外航近海では30,000D/Wまで、中型ケミカルからスモールハンディまで中型ケミカルからスモールハンディまで幅広いラインナップと多くの建造船台を保有している。

## 主要事業所

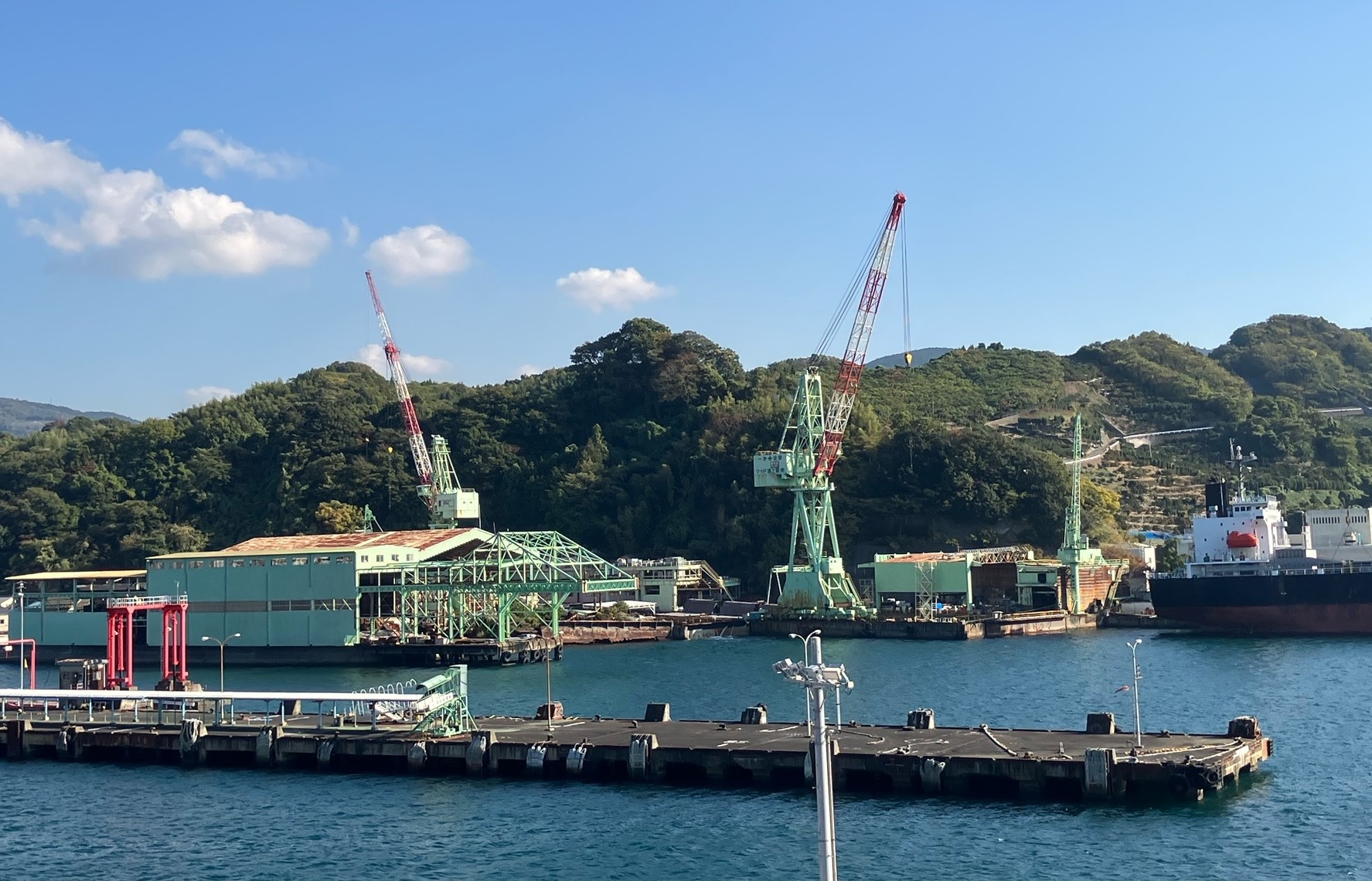
第二工場

- 本社･第一工場 - 愛媛県八幡浜市栗野浦365番地
- 第二工場 - 愛媛県八幡浜市栗野浦574番地
- 第三工場 - 愛媛県八幡浜市保内町川之石1-236-50
- 淡路工場 - 兵庫県南あわじ市阿万塩屋町2606番1
- 東京事務所 - 東京都千代田区一番町15-6

## 沿革
- 1937年12月 - 成瀬倉太郎が木造船の建造・修理業を開始。
- 1950年5月 - 「有限会社栗之浦ドック」を設立。
- 1958年3月 - 鋼船へ転換。第二工場を増設。
- 1960年6月 - 鋼船の第一船を建造。
- 1968年4月 - 株式会社化し、「株式会社栗之浦ドック」に改組。
- 1969年11月 - 修繕ドライドック完成。
- 1977年11月 - 構造改革事業として有限会社楠浜造船所を吸収合併。
- 1981年4月 - 三好造船株式会社を全面支援し、系列化。
- 1988年
  - 1月 - CADシステムを導入。
  - 11月 - 大型コンピュータ、NCシステムを導入。
- 1990年10月 - 第二工場に全天候型移動式屋根を増設。
- 1993年7月 - CADシステムの増設、ダウンサイジングによる設計原図の一貫システム化を開始。
- 1996年
  - 9月 - 寺岡造船株式会社を再建創業により、淡路工場として系列化。
  - 11月 - 白浜造船株式会社を系列化。背面用地を集約し、設備近代化と新造船台を拡張し第三工場とする。
- 2004年
  - 8月 - 第二工場、第二船台13,600総トン建造許可。24,000D/W ケミカルタンカー建造。
  - 12月 - 第三工場において25,000D/W型バルクキャリア建造。
- 2006年11月 - 寺岡造船有限会社を有限会社南あわじ造船に改組。
- 2007年12月 - 宿毛ブロック工場を創設開始[4]。